# Paulo Pereira
Pour les articles homonymes, voir Pereira.
Paulo Pereira de son nom complet Paulo António do Prado Pereira, né le 27 août 1965 à Campinas, est un footballeur brésilien naturalisé portugais qui jouait au poste de défenseur central ou défenseur droit. Durant sa carrière, il joue notamment pour le FC Porto, le Benfica, ainsi que dans le championnat italien avec Genoa et Reggina.

## Biographie

### Joueur
Paulo Pereira commence sa carrière professionnelle au São Bento avant de rejoindre le Rio Branco-ES. En 1987, il tente une expérience au Monterrey au Mexique,.
En 1988, il rejoint la ligue portugaise en signant au FC Porto, où il fait ses débuts le 7 janvier 1989 lors d'une défaite à l'extérieur contre le Boavista.
Au cours des cinq saisons passées avec les Dragons, il remporte deux titres de champion et trois Coupes du Portugal. Il débute en défense centrale aux côtés de Geraldão, avant d’être repositionné sur le côté droit avec l’arrivée de Aloísio et Fernando Couto.
Avec une influence diminuée, il est prêté pendant une saison au Vitória SC et ne dispute que 11 matchs de championnat lors de sa dernière saison en 1993-94.
En décembre 1994, à 30 ans, il rejoint le Benfica, rival du FC Porto, retrouvant ainsi son ancien entraîneur Artur Jorge. Il fait ses débuts le 5 février 1995 lors d'une victoire à domicile contre União da Madeira, et inscrit ses deux seuls buts avec le club lors des journées suivantes, le 12 et le 19 février. Principalement utilisé en défense centrale aux côtés de Hélder ou de Mozer, son importance décline progressivement et, à l'été 1996, il est transféré au Genoa.
Avec le club italien, alors en deuxième division, Pereira dispute près de cinquante matchs de championnat et contribue à la lutte du club pour la promotion en Serie A lors de sa première saison. Après deux saisons avec les Griffons, il rejoint la Reggina, qu'il aide à obtenir la montée lors de son unique saison en 1998-99.

### Entraîneur
Après sa retraite, Paulo Pereira devient entraîneur et occupe divers postes, notamment comme entraîneur-adjoint dans des clubs brésiliens et au Qatar avec Al-Gharafa et Al-Arabi. Il a également dirigé plusieurs équipes en tant qu'entraîneur principal, notamment Itapirense (pt), Primavera et Real Brasília. En 2023, il occupe le poste de coordinateur de formation au Flamengo-SP.

## Vie privée
Il est le frère jumeau de Paulo Silas et le frère de Eli Carlos (en).

## Palmarès
FC Porto
- Championnat du Portugal :  
  - Vainqueur : 1989-90 et 1991-92.
- Coupe du Portugal :  
  - Vainqueur : 1990-91 et 1993-94.
- Supercoupe du Portugal :  
  - Vainqueur : 1990, 1991 et 1993.

 Benfica
- Coupe du Portugal :  
  - Vainqueur : 1995-96.